# カルロ・ゴンザーガ＝ネヴェルス (1609-1631)
カルロ・ゴンザーガ＝ネヴェルスまたはシャルル・ド・ゴンザーグ＝ヌヴェール（伊:Carlo Gonzaga-Nevers；仏:Charles de Gonzague-Nevers, 1609年 - 1631年8月30日）は、イタリアのマントヴァ公爵家の世継ぎ公子。また、フランスのマイエンヌ公爵及びエギュイヨン公爵（在位：1621年 - 1631年）。

## 生涯
ゴンザーガ家の傍系であるヌヴェール公シャルル（後のマントヴァ公カルロ1世）とその妻でギーズ家のマイエンヌ公シャルルの娘であるカトリーヌの間の次男として生まれた。
本家のマントヴァ公ヴィンチェンツォ2世に嫡子が無いため、その死後はヌヴェール公爵家がマントヴァとモンフェッラートの2つの公爵領を受け継ぐことになった。シャルルは1627年、フランチェスコ4世の娘でヴィンチェンツォ2世の姪にあたるマリーアと結婚し、父と自分のマントヴァ公爵位の継承権をより確実なものとした。ところが神聖ローマ皇帝フェルディナント2世はマントヴァを親仏派のヌヴェール公爵家が継ぐことを好まず、ゴンザーガ家の別の分家であるグアスタッラ公爵家の当主チェーザレ2世を対立後継者に推したため、マントヴァ継承戦争が勃発した。
1631年、カヴリアーナで父に先立って早世したため、マントヴァを統治することは無かった。マイエンヌ公位及びエギュイヨン公位は弟フェルディナンが継承したが1年で死去し、マイエンヌ公位はカルロの息子カルロ2世が継承した。カルロ2世は後にマントヴァ公位も継承した。

## 子女
- カルロ2世（1629年 - 1665年） - マントヴァ公、モンフェッラート公
- エレオノーラ（1630年 - 1686年） - 1651年、神聖ローマ皇帝フェルディナント3世と結婚